# 바우바우

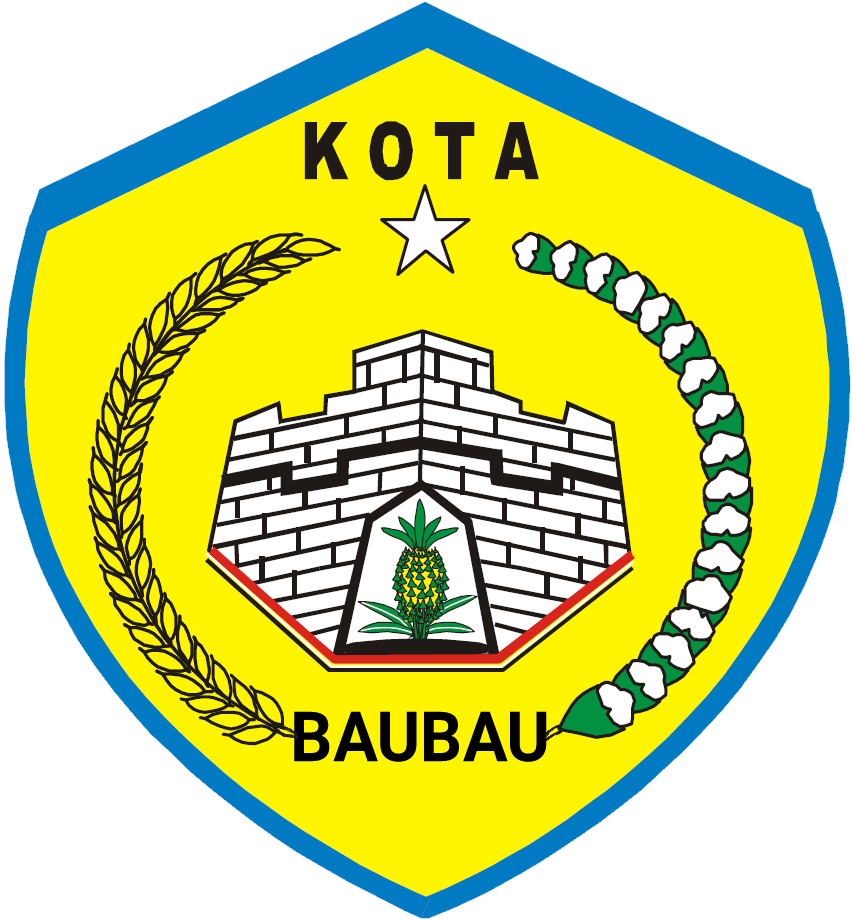
바우바우 시 문장

바우바우(인도네시아어: Kota Baubau, 코타 바우바우)는 인도네시아 술라웨시틍가라주의 도시로 면적은 306km2, 인구는 2015년 인도네시아 통계청 조사결과 154,877명이다. 부톤섬에 위치하며 월리오족, 찌아찌아족 등이 살고 있다. 2014년 인구는 151,485명으로 1년에 3,392명의 인구증가를 보였다.
과거 부톤왕국의 중심지로 요새인 끄라톤이 있고, 니르와나 해변 등 관광지가 있다. 4년제 대학교로 시립인 유니다얀대학교와 무함마디아 부톤대학교가 있다. 마카사르나 주도인 끈다리시에서오는 비행기가 있고 배도 있다.  부톤섬의 찌아찌아족은 언어는 있으나 문자가 없어 2009년에 한국의 한글을 도입하였고, 한국의 비영리 사단법인 한국찌아찌아문화교류협회에서 한글교사 정덕영을 파견하여 현지인 보조교사와 함께 초등학교에는 한글을, 중고등학교에서는 한국어를 가르치고 있다.  찌아찌아족이 사는 소라올리오 지역 곳곳에는 한글로 된 표지판을 볼 수 있고 한국마을도 조성되어 있다. 2022년 8월에는 바우바우시에 "찌아찌아한글학교"가 준공되었으며 이곳에서 한국과 인도네시아의 문화교류도 활발하게 이루어 지고 있다.   